# Pyrus nivalis
Espèce
Pyrus nivalis, le Poirier des neiges, Poirier couleur de neige, Poirier neigeux ou Poirier d'hiver, est une espèce d'arbustes à feuilles caduques de la famille des Rosaceae, originaire d'Europe.

## Dénominations
L'espèce est nommée en français « Poirier des neiges,,, « Poirier couleur de neige, », « Poirier neigeux, » ou « Poirier d'hiver », en référence à son feuillage blanchâtre du fait de l'indument persistant sur la face dorsale de la feuille.

## Description

### Appareil végétatif
C'est un arbuste d'une hauteur de 5 à 20 m. Les branches sont blanches et tomenteuses lorsqu'elles sont jeunes, puis noirâtres, généralement sans épines. Les feuilles sont portées par un pétiole tomenteux long de 1 à 2 cm ; le limbe foliaire est obovale, long de 5 à 9 cm et large de 3 à 4 cm, à base cunéiforme, décurrent, à marges entières ou légèrement crénelées, l'apex aigu ou court-acuminé, la surface abaxiale densément pubescente gris blanchâtre, l'adaxiale peu pubescente.

### Appareil reproducteur

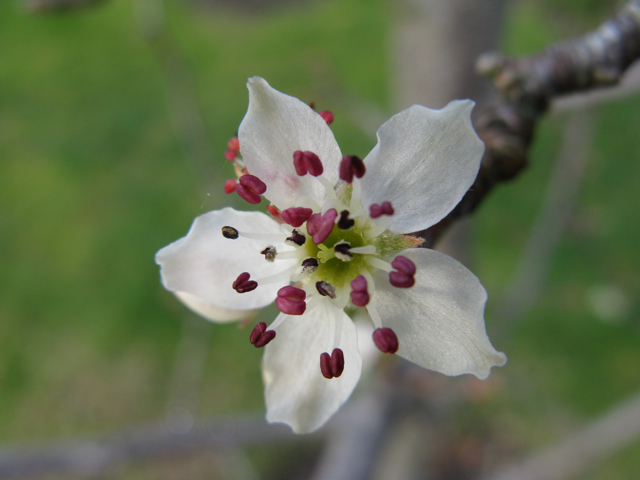
Fleur.

Les pédicelles, tomenteux et lancéolés, mesurent 3 à 6 cm de long. Les fleurs, de 35 à 45 mm de diamètre, ont les sépales triangulaires, longs de 6 à 8 mm et larges de 3 à 4 mm, l'apex acuminé ; les pétales sont blancs, obovales-elliptiques, longs de 14 à 16 mm et larges de 12 à 14 mm. Les ovaires possèdent cinq locules. Les fruits sont de petites poires vert jaunâtre avec des points violets, globuleuses, mesurant entre 3 et 5 cm de diamètre ; les sépales sont persistants sur le fruit.

### Confusions possibles
Selon GRIN (22 janvier 2024), il s'agit d'une espèce hybride (nommée donc Pyrus ×nivalis) issue du croisement entre Pyrus communis et Pyrus elaeagrifolia.
P. elaeagrifolia diffère de P. nivalis par des styles parcourus de villosités jusqu'au milieu au lieu de seulement jusqu'à la base, des fruits plus petits (2 à 3 cm de diamètre), et des feuilles souvent plus étroites, lancéolées ou étroitement elliptiques.
Pyrus austriaca A.Kern., 1896, placé en synonyme de Pyrus nivalis Jacq., 1774 par l'INPN (22 janvier 2024), est une espèce distincte selon Plants of the World online (POWO) (22 janvier 2024).

## Répartition
Cette espèce est originaire d'Europe et d'Asie mineure, présente naturellement en Autriche, Belgique, Bulgarie, Tchécoslovaquie, France continentale, Grèce, Hongrie, Italie, Pologne, Roumanie, Espagne, Suisse, Turquie, Ukraine et ex-Yougoslavie. Elle s'est naturalisée dans les états américains de Maryland et Washington.

## Systématique
L'espèce a été formellement décrite en 1774 par le botaniste néerlandais Nikolaus Joseph von Jacquin.
Pyrus nivalis a pour synonymes, selon Plants of the World online (POWO) (22 janvier 2024) :
(homotypiques)
- Pyrus communis subsp. nivalis (Jacq.) Gams in G.Hegi, Ill. Fl. Mitt.-Eur. 4: 697 (1922)
- Pyrus communis var. nivalis (Jacq.) Fiori in A.Fiori & al., Fl. Anal. Italia 1: 599 (1898)
- Pyrus nivalis var. typica C.K.Schneid. in Ill. Handb. Laubholzk. 1: 659 (1906), not validly publ.

(hétérotypiques)
- Crataegus salviifolia (DC.) Chalon in Bull. Soc. Roy. Bot. Belgique 7: 174 (1868)
- Pyrus amygdaliformis subsp. salviifolia (DC.) Bonnier & Layens in Tabl. Syn. Pl. Vasc. France: 103 (1894)
- Pyrus armud Hausskn. & Bornm. in Mitt. Geogr. Ges. (Thüringen) Jena 9(Mitt. Bot. Ver.): 17 (1891)
- Pyrus communis subsp. salviifolia (DC.) Gams in G.Hegi, Ill. Fl. Mitt.-Eur. 4: 697 (1922)
- Pyrus elaeagrifolia var. armud (Hausskn. & Bornm.) Diap. in Repert. Spec. Nov. Regni Veg. 34: 37 (1933)
- Pyrus nivalis f. atroviridis Terpó in Kert. Szölész. Föisk. Évk. 22: 118 (1958 publ. 1960)
- Pyrus nivalis f. bereczkiana Terpó in Kert. Szölész. Föisk. Évk. 22: 116 (1958 publ. 1960)
- Pyrus nivalis f. borosiana Terpó in Kert. Szölész. Föisk. Évk. 22: 113 (1958 publ. 1960)
- Pyrus nivalis f. calvescens Terpó in Kert. Szölész. Föisk. Évk. 22: 111 (1958 publ. 1960)
- Pyrus nivalis f. canaliculata Terpó in Kert. Szölész. Föisk. Évk. 22: 114 (1958 publ. 1960)
- Pyrus nivalis f. danubialis Terpó in Kert. Szölész. Föisk. Évk. 22: 115 (1958 publ. 1960)
- Pyrus nivalis f. nudiclada Terpó in Kert. Szölész. Föisk. Évk. 22: 119 (1958 publ. 1960)
- Pyrus nivalis var. orientalis Terpó in Kert. Szölész. Föisk. Évk. 22: 108 (1958 publ. 1960)
- Pyrus nivalis subsp. orientalis (Terpó) Terpó in Thaiszia 2: 47 (1992)
- Pyrus nivalis f. pallidifolia Terpó in Kert. Szölész. Föisk. Évk. 22: 122 (1958 publ. 1960)
- Pyrus nivalis f. polycarpa Terpó in Kert. Szölész. Föisk. Évk. 22: 123 (1958 publ. 1960)
- Pyrus nivalis var. salviifolia (DC.) Rouy & E.G.Camus in G.Rouy & J.Foucaud, Fl. France 7: 14 (1901)
- Pyrus nivalis subsp. salviifolia (DC.) Binz & Thommen in Fl. Suisse: 190 (1941)
- Pyrus nivalis f. schilberszkyana Terpó in Kert. Szölész. Föisk. Évk. 22: 110 (1958 publ. 1960)
- Pyrus nivalis var. slavonica (Kit.) Terpó in Kert. Szölész. Föisk. Évk. 22: 124 (1958 publ. 1960)
- Pyrus nivalis f. subcoriacea Terpó in Kert. Szölész. Föisk. Évk. 22: 112 (1958 publ. 1960)
- Pyrus nivalis f. tokajensis Terpó in Kert. Szölész. Föisk. Évk. 22: 120 (1958 publ. 1960)
- Pyrus salviifolia DC. in Prodr. 2: 634 (1825)
- Pyrus slavonica Kit. in A.Kanitz, Addit. Fl. Hung.: 583 (1863)

Selon l'INPN (22 janvier 2024) :
- Pyrus amygdaliformis var. eriopleura (Rchb.) Nyman, 1879
- Pyrus austriaca A.Kern., 1895
- Pyrus austriaca A.Kern., 1896
- Pyrus communis subsp. nivalis (Jacq.) Gams, 1922
- Pyrus eriopleura Rchb., 1832

Selon Plants of the World online (POWO) (22 janvier 2024) Pyrus austriaca A.Kern., 1896 est une espèce distincte.